# Xylopia pulchella
Xylopia pulchella este o specie de plante angiosperme din genul Xylopia, familia Annonaceae, descrisă de Henry Nicholas Ridley. Conform Catalogue of Life specia Xylopia pulchella nu are subspecii cunoscute.